# Vladimír Prorok
Vladimír Prorok, né le 28 juillet 1929 à Poštorná et mort le 8 juin 2014 à Prague, est un gymnaste artistique tchécoslovaque. 

## Carrière
Vladimír Prorok est médaillé d'or au sol et médaillé d'argent aux anneaux aux Championnats d'Europe de gymnastique artistique masculine 1955 à Francfort-sur-le-Main. Il est ensuite entraîneur de gymnastique.